# Phelps County (Missouri)

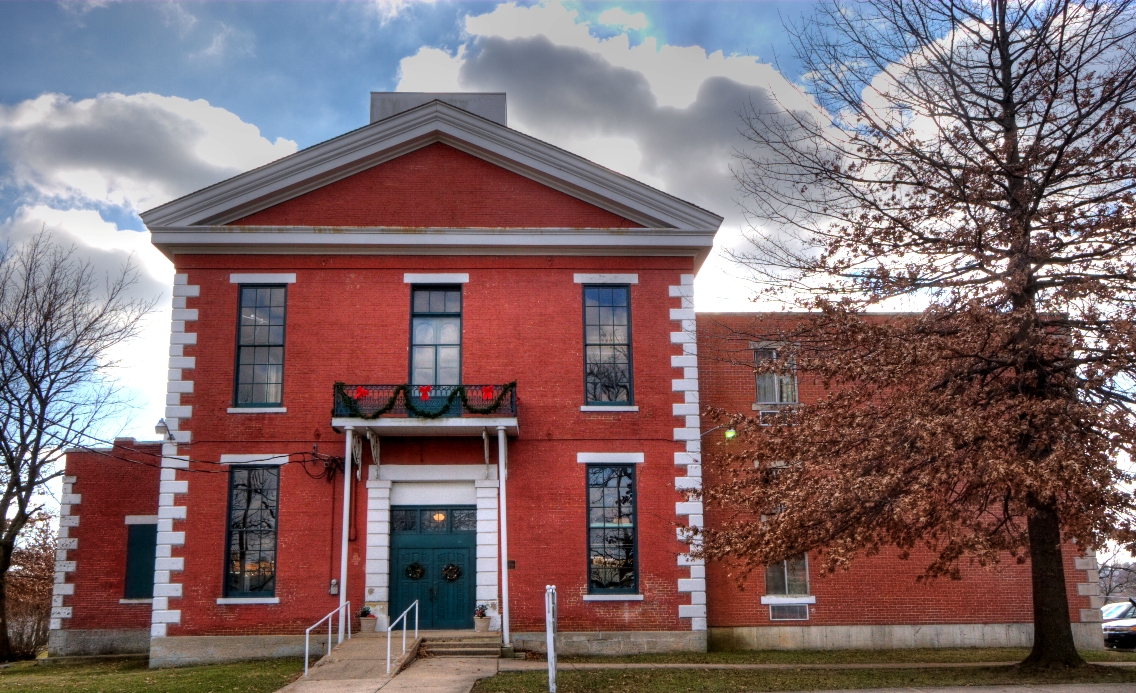
Ehemaliges Phelps County Courthouse in Rolla, gelistet im NRHP

Das Phelps County ist ein County im US-amerikanischen Bundesstaat Missouri. Im Jahr 2020 hatte das County 44.638 Einwohner und eine Bevölkerungsdichte von 25,6 Einwohnern pro Quadratkilometer. Der Verwaltungssitz (County Seat) ist Rolla.

## Geographie
Das County liegt etwas nordöstlich des geografischen Zentrums von Missouri in den nördlichen Ozarks. Es hat eine Fläche von 1746 Quadratkilometern, wovon 4 Quadratkilometer Wasserfläche sind. An das Phelps County grenzen folgende Nachbarcountys:
| Maries County  |              | Gasconade County |
| Pulaski County |              | Crawford County  |
|                | Texas County | Dent County      |

## Geschichte

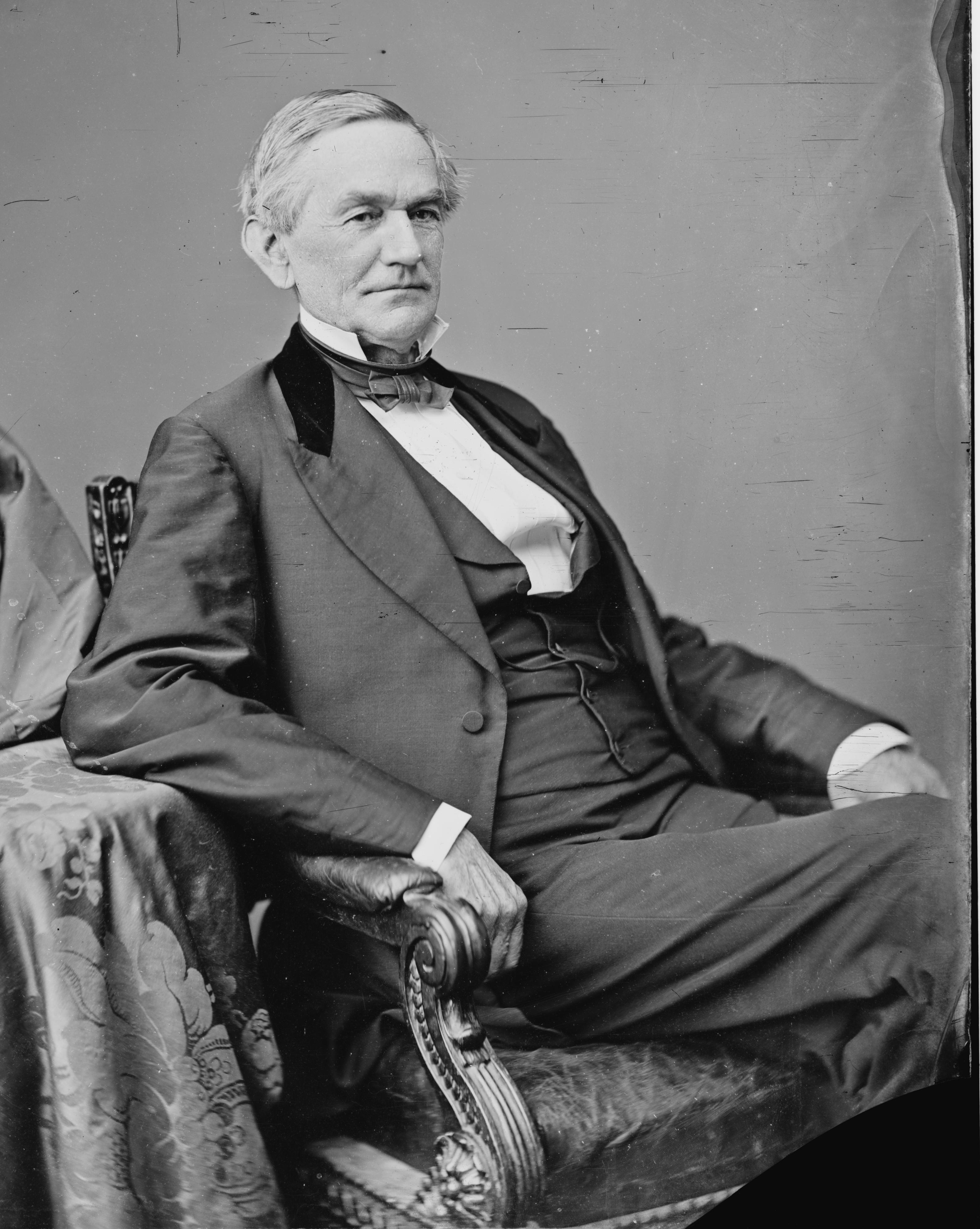
J. Phelps

Das Phelps County wurde 1857 gebildet. Benannt wurde es nach John S. Phelps (1814–1886), einem Abgeordneten des US-Repräsentantenhauses (1845–1863) und von 1877 bis 1881 amtierenden 23. Gouverneur von Missouri.

## Demografische Daten
Nach der Volkszählung im Jahr 2010 lebten im Phelps County 45.156 Menschen in 16.726 Haushalten. Die Bevölkerungsdichte betrug 25,9 Einwohner pro Quadratkilometer. In den 16.726 Haushalten lebten statistisch je 2,44 Personen.
Ethnisch betrachtet setzte sich die Bevölkerung zusammen aus 91,6 Prozent Weißen, 2,5 Prozent Afroamerikanern, 0,7 Prozent amerikanischen Ureinwohnern, 3,0 Prozent Asiaten sowie aus anderen ethnischen Gruppen; 2,1 Prozent stammten von zwei oder mehr Ethnien ab. Unabhängig von der ethnischen Zugehörigkeit waren 2,2 Prozent der Bevölkerung spanischer oder lateinamerikanischer Abstammung.
21,5 Prozent der Bevölkerung waren unter 18 Jahre alt, 64,7 Prozent waren zwischen 18 und 64 und 13,8 Prozent waren 65 Jahre oder älter. 47,9 Prozent der Bevölkerung war weiblich.

Das jährliche Durchschnittseinkommen eines Haushalts lag bei 40.260 USD. Das Pro-Kopf-Einkommen betrug 20.817 USD. 17,9 Prozent der Einwohner lebten unterhalb der Armutsgrenze.

## Ortschaften im Phelps County
Citys
| - Doolittle - Edgar Springs - Newburg | - Rolla - Saint James |

Unincorporated Communitys
| - Arlington - Beulah - Blooming Rose - Clementine - Clinton - Craddock | - Dean Ford - Dillon - Duke - Flag Spring - Flat - Jerome | - Northwye - Powellville - Rosati - Royal - Schundler - Seaton | - Spring Creek - Sugartree - Table Rock - Vida - Winkler - Yancy Mills |

## Gliederung
Das Phelps County ist in zehn Townships eingeteilt:
| Township              | Einwohner (2010) | FIPS     |
| --------------------- | ---------------- | -------- |
| Arlington Township    | 2289             | 29-01918 |
| Cold Spring Township  | 2174             | 29-15346 |
| Dawson Township       | 937              | 29-18514 |
| Dillon Township       | 9530             | 29-19558 |
| Liberty Township      | 355              | 29-42248 |
| Meramec Township      | 846              | 29-47432 |
| Miller Township       | 3734             | 29-48296 |
| Rolla Township        | 17.696           | 29-62930 |
| St. James Township    | 5483             | 29-64442 |
| Spring Creek Township | 2112             | 29-69716 |